# Stigmata (Space Buddha)
Stigmata to album Space Buddha wydany w 2002 roku.

## Lista utworów
1. "Pademonium" (7:58)
2. "Granulate Fungi" (8:55)
3. "Extreme Azure" (7:01)
4. "Azimuth" (6:43)
5. "Vacuum Mass" (6:21)
6. "Dynamic Cell" (7:18)
7. "Gravitation" (6:29)
8. "Space Floating" (8:07)